# Julian Casablancas
Julian Fernando Casablancas (* 23. August 1978 in New York) ist ein US-amerikanischer Sänger und Songwriter. Bekannt wurde er als Leadsänger der Rockband The Strokes.

## Leben
Julians Vater John Casablancas ist ein spanischer Einwanderer, der eine internationale Modelagentur gründete. Seine Mutter Jeanette Christiansen ist ein dänisches Model. Als er neun Jahre alt war, ließen sich seine Eltern scheiden und er wuchs bei der Mutter auf.
Bis zum Alter von 14 Jahren besuchte er das französische Lycée Français in New York. Als er betrunken aufgegriffen wurde, schickte ihn sein Vater für ein halbes Jahr auf das renommierte Internat Le Rosey in der Schweiz. Schließlich besuchte er bis zur elften Klasse die Dwight School in Manhattan. In dieser Zeit, auf drei verschiedenen Schulen, lernte er die späteren Strokes-Mitglieder kennen.
Casablancas beendete seine Ausbildung mit einem Abschluss am Five Towns College in klassischer Komposition, bevor er mit Nikolai Fraiture, Albert Hammond Jr., Fabrizio Moretti und Nick Valensi 1999 die Band The Strokes gründete, deren alleiniger Leadsänger er bis heute ist. Alleiniger Songwriter war er bis zum 2011er Album Angles, bei dem er sich komplett aus dem Schreibprozess zurückzog und lediglich seine Gesangsparts im Studio einsang. Gemeinsam veröffentlichten die fünf Musiker bis 2011 vier Studioalben, denen jeweils großer kommerzieller Erfolg vergönnt war.
Neben der Band arbeiteten die Mitglieder auch immer wieder an Soloprojekten oder Projekten mit anderen Bands. Casablancas spielte beispielsweise mit den Queens of the Stone Age, Santigold und Pharrell, Danger Mouse, The Lonely Island und Sparklehorse. 2008 begann Casablancas mit den Vorbereitungen für ein Soloalbum, welches im November 2009 veröffentlicht wurde und den Titel Phrazes for the Young trägt.
Das 2013 veröffentlichte Album Random Access Memories von Daft Punk enthält eine Kollaboration mit Julian Casablancas.
2013 gründete Casablancas zusammen mit Jeramy Gritter, Amir Yaghmai, Jacob Bercovici, Alex Carapetis und Jeff Kite das Nebenprojekt Julian Casablancas+The Voidz. Tyranny, das Debütalbum der Band, erschien Ende September 2014.
Von 2005 bis 2019 war Casablancas mit Juliet Joslin verheiratet, die beiden haben zwei Söhne.

## Diskografie

### Als Solokünstler
- 2009: Phrazes for the Young

### MitThe Voidz(ehemalsJulian Casablancas + The Voidz)
- 2014: Tyranny
- [2]2018: Virtue
- 2024: Like All Before You

### MitThe Lonely Island
- 2010: Boombox

### MitDaft Punk
- 2013: Instant Crush (UK: Silber, US: Platin)[5]
- 2023: Infinity Repeating